# Mecklenburg-Strelitz
Mecklenburg-Strelitz a fost un stat care în perioada 1701–1918 a făcut parte din Ducatul Mecklenburg, iar între anii 1919–1933 devine un land autonom, făcând parte din Imperiul german.

## Regenți 1701–1918
- 1701–1708: Adolf Friedrich II., Prinț de Mecklenburg-Strelitz (1658–1708)
- 1708–1752: Adolf Friedrich III., Prinț de Mecklenburg-Strelitz (1686–1752)
- 1752–1794: Adolf Friedrich IV., Prinț de Mecklenburg-Strelitz (1738–1794)
- 1794–1816: Karl II., Prinț de Mecklenburg [-Strelitz] (1741–1816)
- 1816–1860: Georg, Prinț de Mecklenburg [-Strelitz] (1779–1860)
- 1860–1904: Friedrich Wilhelm, Prinț de Mecklenburg-Strelitz (1819–1904)
- 1904–1914: Adolf Friedrich V., Prinț de Mecklenburg-Strelitz (1848–1914)
- 1914–1918: Adolf Friedrich VI., Prinț de Mecklenburg-Strelitz (1882–1918)
- 1918–1918: Friedrich Franz IV., Prinț de Mecklenburg-Schwerin ca regent (1882–1945)

## Miniștrii de stat 1918–1933
- 1918–1919: Peter Stubmann
- 1919–1919: Hans Krüger
- 1919–1923: Kurt Freiherr von Reibnitz
- 1920–1928: Roderich Hustaedt
- 1923–1928: Karl Schwabe
- 1928: Harry Ludewig
- 1928: Erich Cordua
- 1928–1931: Kurt Freiherr von Reibnitz

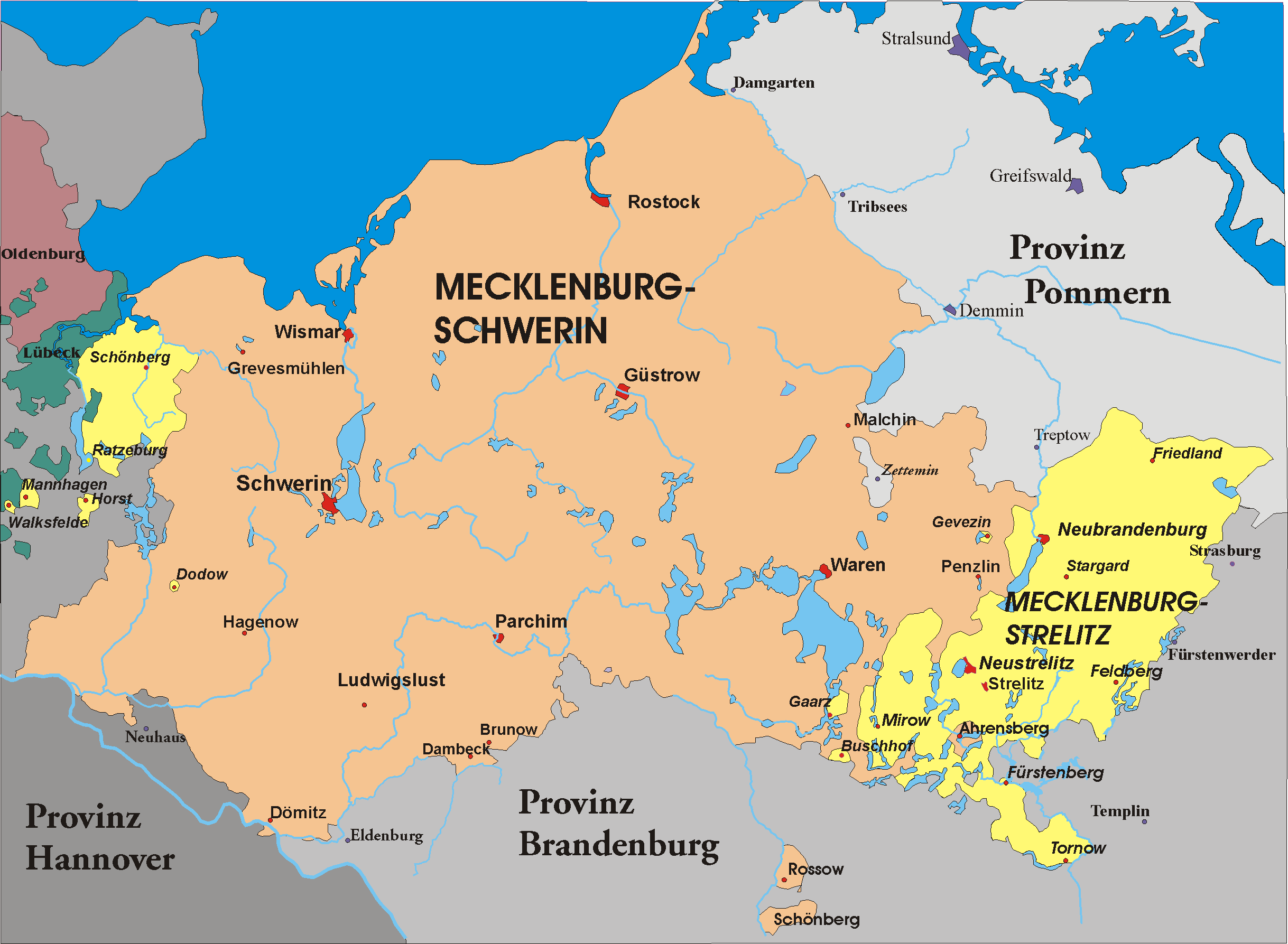
Harta Mecklenburgului cu cele două ducate

- 1931–1933: Heinrich von Michael
- 1933–1933: Fritz Stichtenoth